# Charlie Bowdre
Charles Bowdre, född 1848 i Wilkes County, Georgia, död 23 december 1880, var en amerikansk cowboy och brottsling. Han var en medlem av Billy the Kids gäng.
I  Sam Peckinpahs Pat Garrett & Billy the Kid (1973) spelades han av Charles Martin Smith och i filmen Young Guns (1988), spelades Bowdre av Casey Siemaszko.